# Sardijns

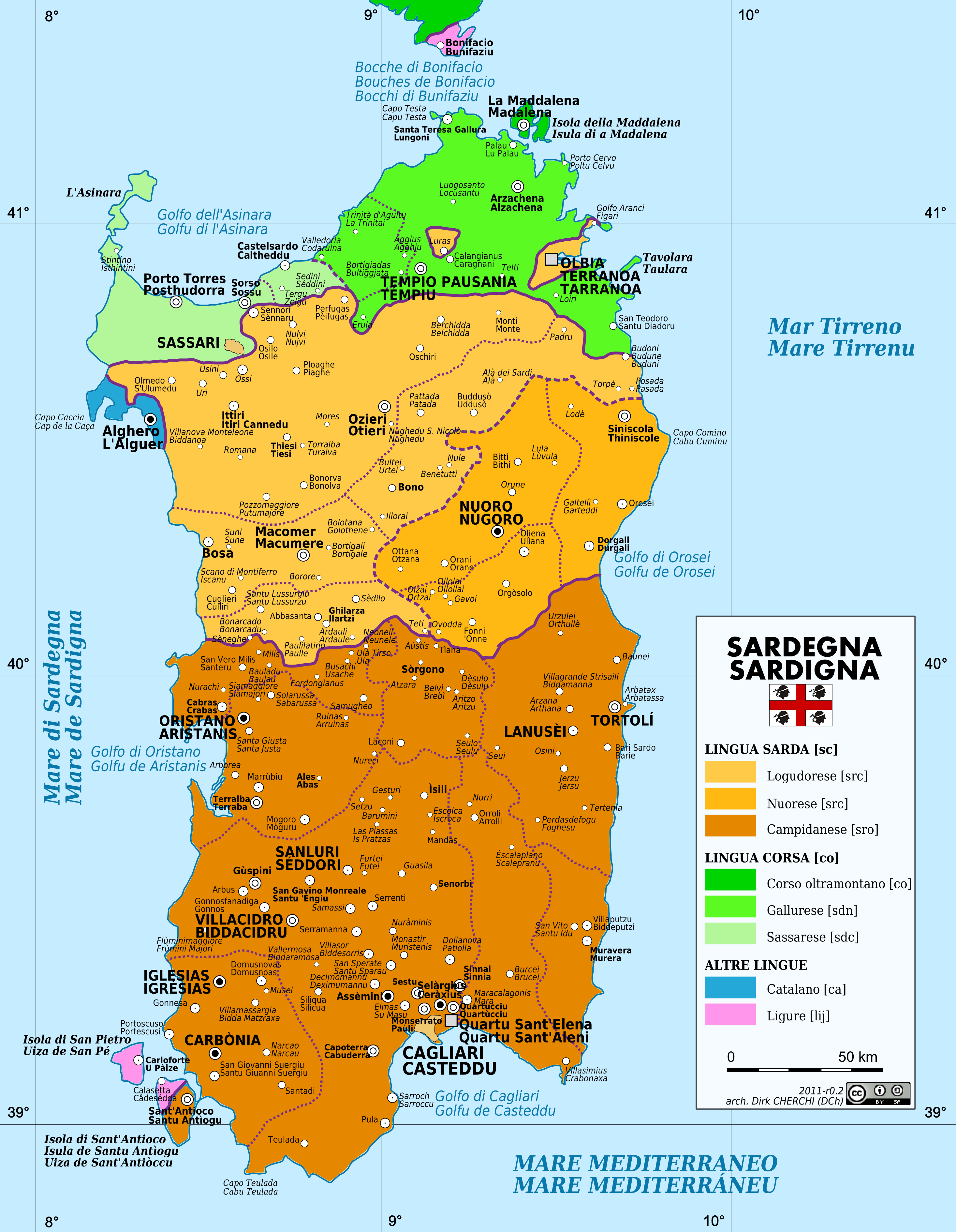
Talen, variëteiten en dialecten op Sardinië. Geel: de Sardijnse talen, linksboven Logudorees (src), rechtsboven Nuorees (src) en onder Campidanees (sro). Groen: drie Corsicaanse talen, Corso oltramontano (co), Gallurees (sdn) en Sassarees (sdc). Blauw: Catalaans (ca), roze Ligurisch (lij).

Het Sardijns of Sardisch is een taal die alleen op het Italiaanse eiland Sardinië gesproken wordt. Ongeveer 1,3 miljoen eilandbewoners, rond de 80% van de bevolking, gebruiken Sardijns en zijn meestal tweetalig Italiaans/Sardisch.

## Kenmerken
Meer dan het Italiaans en andere Romaanse talen heeft het Sardisch veel fonetische en grammaticale elementen van het Latijn bewaard. Over het algemeen wordt het beschouwd als conservatiefste van alle Romaanse talen, hoewel uit een statistisch onderzoek uit 2002 juist het Italiaans als conservatiever naar voren kwam.
Zo onderscheidt het Sardisch (of in elk geval de Logudorese variëteit) zich van alle andere Romaanse talen doordat de "c" voor "i" en "e" niet in een sis-klank is veranderd, maar nog steeds als "k" wordt uitgesproken, zoals in het klassieke Latijn.

## Status

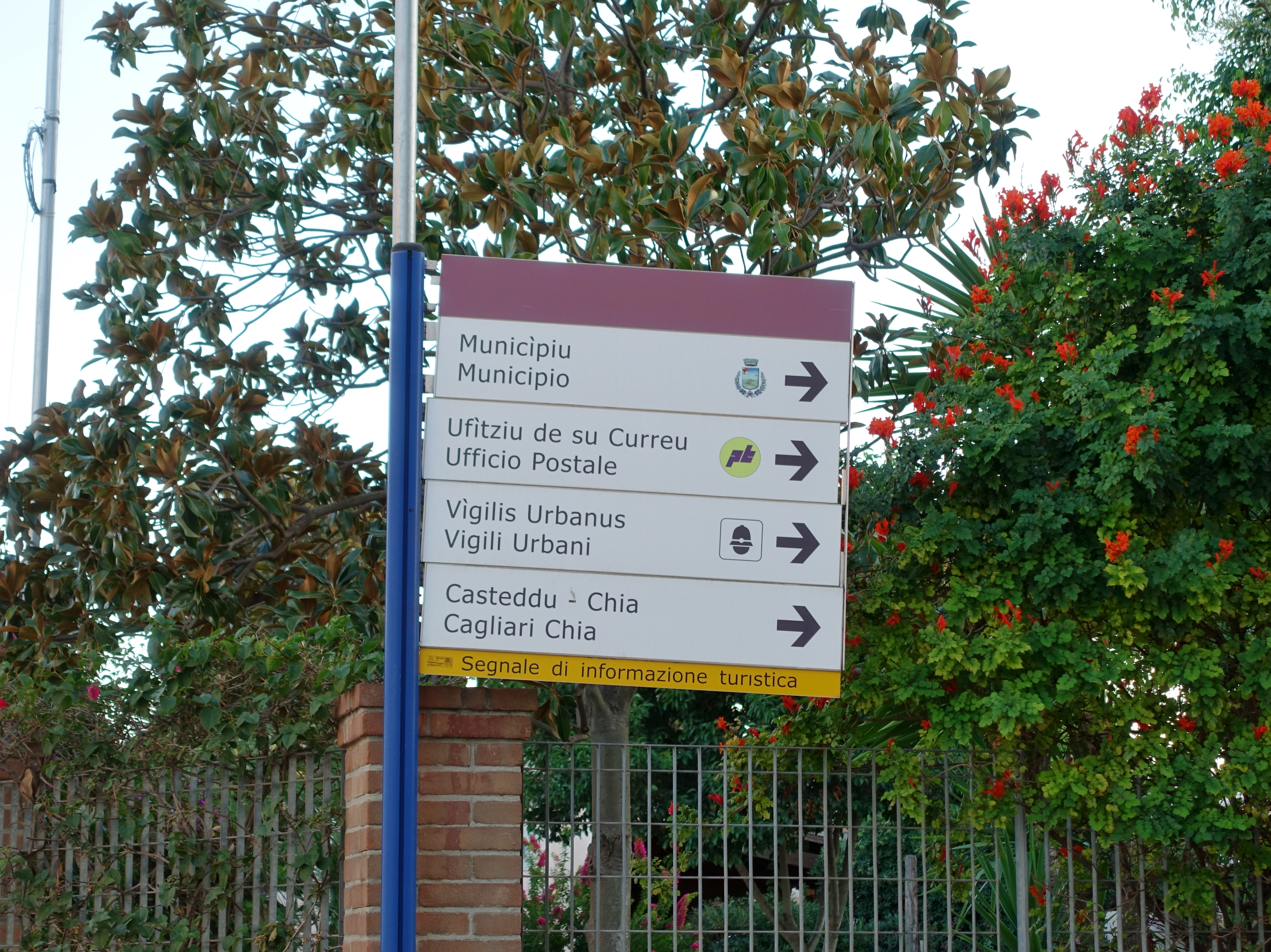
Tweetalige borden (Sardisch-Italiaans) in Pula

Door een regionale wet van 1997 en een wet van de Italiaanse Republiek van 1999 werd het Sardisch officieel met het Italiaans gelijkgesteld, bijvoorbeeld als bestuurs- en onderwijstaal. In de praktijk krijgt het Italiaans in het openbare leven op Sardinië steeds meer de overhand. Veel sprekers beschouwen de taal nog steeds als "boers" en veel gemeenten willen bijvoorbeeld geen tweetalige straatnaamborden. De Unesco beschouwt het Sardisch als een met uitsterven bedreigde taal.

## Variëteiten en dialecten

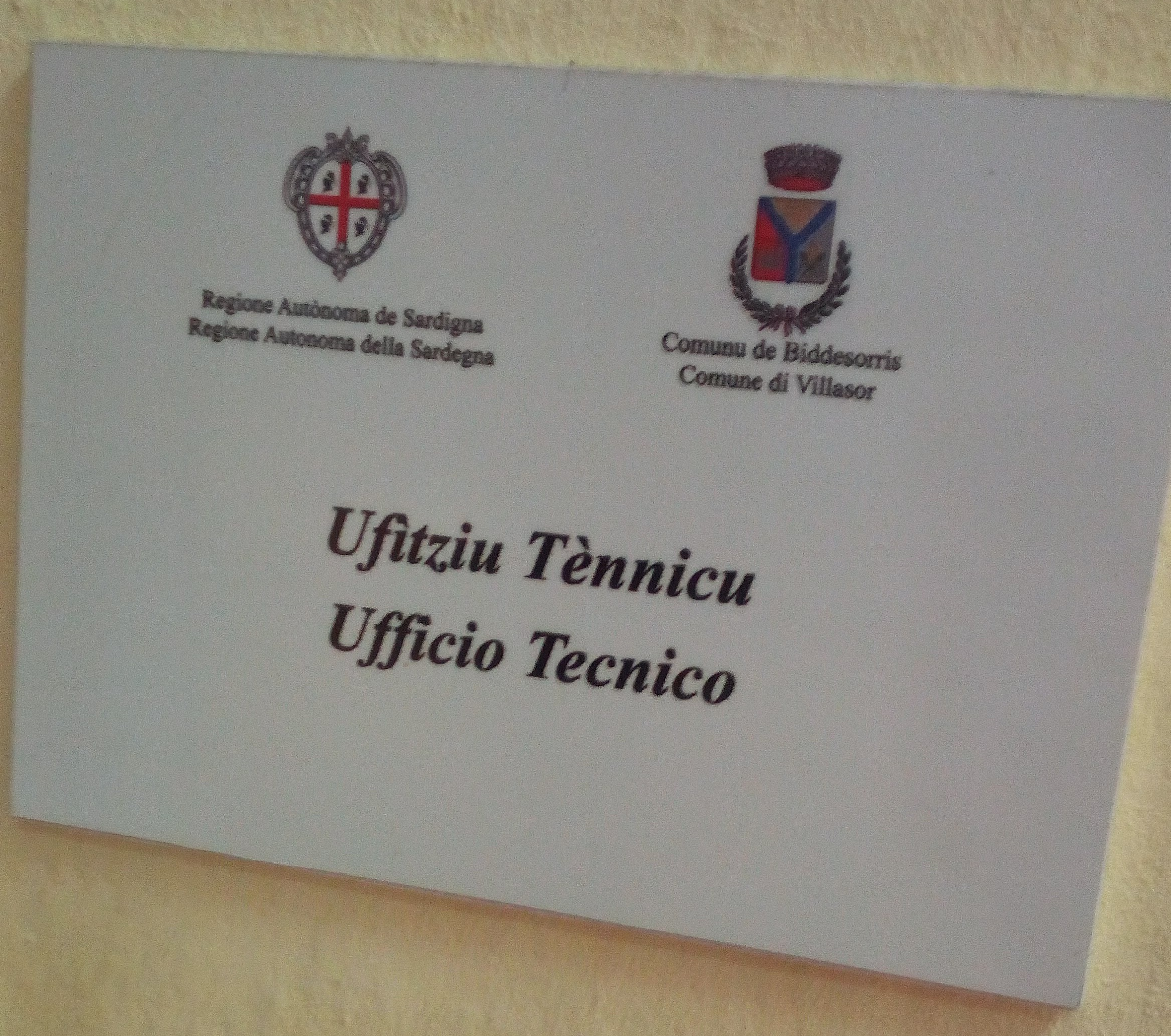
Tweetalig bord in Villasor

Het Sardijns is in twee tot vijf variëteiten of hoofddialecten verdeeld:
- het Logudorees in een deel van het noorden van het eiland. Dit is de conservatiefste variëteit van het Sardijns.
- het Nuorees in het oosten van het eiland wordt als overgangsvariëteit of dialect beschouwd. Het is echter meer aan het Logudorees dan aan het Campidanees verwant en wordt soms ook tot Logudorees gerekend.
- het Campidanees in de zuidelijke helft van Sardinië. Deze variëteit is het meest door het Italiaans beïnvloed en is de meest gesproken Sardijnse variëteit.

Daarnaast worden er in het uiterste noorden van Sardinië nog twee variëteiten gesproken, die zeer nauw aan het Corsicaans verwant zijn. Sommigen beschouwen deze als een aparte taal die de overgang vormt van het Sardijns naar het Corsicaans, terwijl anderen ze als variëteiten van het Corsicaans zien. Dit zijn:
- het Gallurees in het noordoosten.
- het Sassarees in het uiterste noordwesten.

Naast bovengenoemde variëteiten wordt er in de noordwestelijke stad Alghero ook nog een Catalaanse variëteit gesproken, het Algherees.

## Grammatica

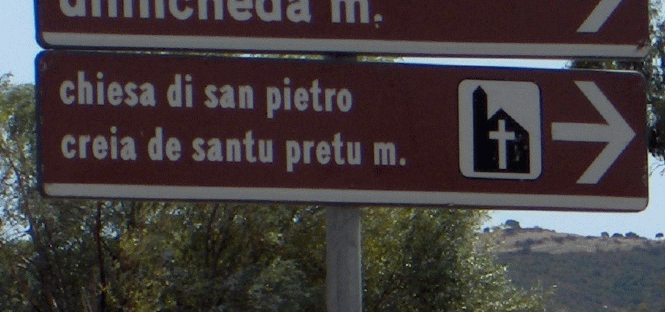
Tweetalige wegwijzer

Bijzonder opvallend aan het Sardisch is het bepaald lidwoord: anders dan andere Romaanse talen gebruikt men niet het Latijnse pronomen demonstrativum (aanwijzend voornaamwoord): ille, illa, illum (Nederlands: die, dat, daar bij hem/haar/het) (bijvoorbeeld Italiaans il/lo, la, Frans le, la, Spaans el, la), maar het pronomen determinativum (bepalend voornaamwoord): ipse, ipsa, ipsum (Nederlands: zelf, vanzelf; zelfs, alleen (al); juist, precies) (Sardisch su en sa). Het meervoud in het Sardisch wordt gevormd met -s (zoals in de West-Romaanse talen): sa domo > sas domos, su cane > sos canes.

## Spelling
In 2006 werden een standaardtaal en -spelling aangenomen door de plaatselijke regering, de Regione Autonoma della Sardegna, namelijk de Limba Sarda Comuna (LSC).

## Woordenschat
Enkele woorden uit A.A.E. van der Geer: Woordenboek Nederlands-Sardijns / Ditzionariu Sardu-Olandesu, Talen Instituut Console, Leiden 1995 en uit Ditzionàriu in línia van de Regione Autònoma de Sardigna.
| Sardijns               | Nederlands                                |
| ---------------------- | ----------------------------------------- |
| sa abba                | het water                                 |
| arajoladu              | boos                                      |
| su babbu               | de vader                                  |
| sa bidda               | het dorp                                  |
| su bidditzolu          | het dorp                                  |
| caligunu, carchiúnu    | iemand                                    |
| su caminu, sa contrada | de weg                                    |
| carchicosa             | iets                                      |
| cuntentu               | blij                                      |
| su cojuíu              | huwelijk                                  |
| sa coperta             | het dak                                   |
| su críu                | het kind                                  |
| sa die                 | de dag (sa dí, de dag in het Campidanees) |
| sa domo                | het huis                                  |
| ei                     | ja                                        |
| su fámene              | de honger                                 |
| famídu                 | hongerig                                  |
| sa fémina              | de vrouw                                  |
| sa fiza                | de dochter                                |
| su fizu                | de zoon                                   |
| su frade               | de broer                                  |
| illogu                 | nergens                                   |
| su libru               | het boek                                  |
| sa màma                | de moeder                                 |
| mancu                  | niet                                      |
| nemos                  | niemand                                   |
| no, nono               | nee                                       |
| nudda                  | niets                                     |
| su ómine               | de man                                    |
| su pane                | het brood                                 |
| su parente             | het familielid, de verwante               |
| su ponte               | de brug                                   |
| su puddicínu           | de kip                                    |
| sa oliba               | de olijf                                  |
| sa sorre               | de zus                                    |
| tottu                  | iedereen                                  |
| sa vida                | het leven                                 |
| su vinu                | de wijn                                   |
| sa zaja                | de grootmoeder, de oma                    |
| su zaju                | de grootvader, de opa                     |